# 6558 Norizuki
6558 Norizuki este un asteroid din centura principală de asteroizi.

## Descriere
6558 Norizuki este un asteroid din centura principală de asteroizi. A fost descoperit pe 14 aprilie 1991 la Kitami de Kin Endate și Kazuro Watanabe. El prezintă o orbită caracterizată de o semiaxă mare de 2,26 ua, o excentricitate de 0,06 și o înclinație de 4,0° în raport cu ecliptica.